# フィリップ・フォレスト
フィリップ・フォレスト（Philippe Forest、1962年6月18日 - ）はフランスの小説家、文芸評論家、大学教員。長年、イギリスの大学で教鞭を執った後、現在はナント大学の比較文学の教授。「前衛」をテーマにルイ・アラゴンを中心とするシュルレアリスム、フィリップ・ソレルスらの「テル・ケル」、アラン・ロブ＝グリエらのヌーヴォー・ロマン、さらに造形芸術におけるヌーヴォー・レアリスム、映画におけるヌーヴェル・ヴァーグなどを研究している。評伝『アラゴン』でゴンクール伝記賞を受賞。日本文学の研究者でもあり、とりわけ、大江健三郎、津島佑子らの私小説を読んだことが、4歳の娘を小児がんで失った体験を語る処女小説『永遠の子ども』を書く契機となった。オートフィクションの第一人者とされる。同様の関心から、写真家荒木経惟についても、彼の作品を「私小説」として読み解いた評伝『荒木経惟 - つひのはてに』を発表している。

## 生涯

### 背景・教育
1962年6月18日、パリに生まれる。父は航空機操縦士であり、後に、航空の歴史と父の思い出が交錯する小説『雲の世紀』（2010年刊行）を著している。
1983年にパリ政治学院でディプロムを取得後、パリ第4大学（パンテオン＝ソルボンヌ大学）で比較文学を専攻し、『比較文学とは何か』、『文芸批評の新展望』、『変身の神話』、『比較文学概論』（共編）などで知られるピエール・ブリュネルに師事し、1985年に「迷宮の神話 - ジェイムズ・ジョイス、ホルヘ・ルイス・ボルヘス、アラン・ロブ＝グリエ」と題する修士論文を提出。修士号取得後、同大学の博士課程に進み、フランス文学を専攻。再びブリュネルの指導のもと、1986年に博士論文「フィリップ・ソレルスの小説」を提出した。

### 教育活動
博士号を取得した1986年にエディンバラ（スコットランド）のヘリオット・ワット大学で1年間教鞭を執り、翌1987年から1989年まではパリ政治学院の準備級で一般教養の講座を担当。1989年に再び渡英し、1990年までセント・ジョンズ・カレッジ（ケンブリッジ大学）の講師、1991年までセント・アンドルーズ大学（スコットランド）のティーチング・アシスタント、1991年から1995年までバークベック・カレッジ（ロンドン大学）の講師を歴任した後に帰国。ナント大学の比較文学の助教授に就任し、2002年に教授に昇任した。

### 研究活動

#### テル・ケル
1985年に提出した修士論文「迷宮の神話 - ジェイムズ・ジョイス、ホルヘ・ルイス・ボルヘス、アラン・ロブ＝グリエ」は、このテーマをさらに発展させて1995年に『テクストと迷宮 - ジェイムズ・ジョイス、フランツ・カフカ、エドウィン・ミュア、ホルヘ・ルイス・ボルヘス、ミシェル・ビュトール、アラン・ロブ＝グリエ』として刊行した（著書参照）。ここで扱ったジョイス（アイルランド）、ボルヘス（アルゼンチン）、ビュトール、ロブ＝グリエらのヌーヴォー・ロマン、および博士論文で扱ったソレルス（フランス）については以後長年にわたって研究を続けることになるが、共通するテーマは「前衛」であり、フォレストはとりわけ、ソレルスの作品の前衛性だけでなく、1960年に彼が創刊した前衛文学雑誌・叢書『テル・ケル』と同誌を中心とした文学運動に関心が深く、『テル・ケル』誌の後続誌として1983年に創刊された『ランフィニ』誌に直接寄稿するほか、『「テル・ケル」の歴史』（1995年）、『テル・ケルからランフィニへ』（2006年）などの随筆・評論を発表している（著書参照）。

#### アラゴン
もう一つの前衛文学の運動シュルレアリスムについても、特にルイ・アラゴンについて研究を進め、学術論文のほか、随筆『アラゴンの眩暈』、評伝『アラゴン』などと発表した。2015年にガリマール社から発表した『アラゴン』は、2016年にゴンクール伝記賞（ゴンクール賞伝記部門）を受賞した。この作品は、シュルレアリスム運動を率いたアンドレ・ブルトンとの対立から、その契機となった共産主義・社会主義リアリズムへの傾倒、スターリン批判に対する態度、多くの詩に歌われた妻エルザ・トリオレへの愛まで、作家アラゴンだけでなく、この複雑な人物の全体像を描いており、フォレストはアラゴンのこうした側面（詩、愛、政治）について、公開講座も行っている。アラゴンについては、さらに、作家の全集としてガリマール社から刊行されているプレイヤード叢書の『全詩集』第II巻および『全小説集』第I巻・第V巻の編集に協力した。

#### 英語圏の作家
英語圏の作家は、「文学における子ども・子ども時代」というテーマのもとに論じたジェームス・バリー、ルイス・キャロルらのほか、フォークナー、ヘミングウェイ、T・S・エリオット、エズラ・パウンドら、シュルレアリスムと同様に戦間期にパリで活躍した「失われた世代」の作家を中心に扱っているが、学生時代から一貫して研究対象としているのはジョイスであり、研究対象に留まらず、ジョイスが『フィネガンズ・ウェイク』で用いた「牡牛」＋「馬」を表わす造語であり、「アルファベット（alphabet）」の語音転換にもなっている Allaphbed を書名とする随筆集全7巻を発表している（著書参照）。

#### 芸術における前衛
前衛性、モダニティのテーマは、ソレルスを中心とする「テル・ケル」（この活動に参加した作家・哲学者ロラン・バルト、精神分析家ジャック・ラカン）、および、これも学生時代からの研究対象であるヌーヴォー・ロマンといった文学（主に小説）だけでなく、芸術における前衛性も対象としている。たとえば、1950年代末頃に起こった新しい映画ヌーヴェル・ヴァーグ、特にジャン＝リュック・ゴダール、1960年に結成され、モノに溢れた工業化社会に生きる「現実」の表現として大量生産品や既製品、廃品のアサンブラージュを制作した芸術グループ・運動「ヌーヴォー・レアリスム」、とりわけ、ピエール・レスタニ、アルマン、イヴ・クライン、ジャン・ティンゲリーらとともにこの運動に参加した造形作家レイモン・アンスなどであり、アンスについては、2004年に評伝を発表した（著書参照）。また、こうした活動の一環として、アートの最前線を紹介する『アール・プレス』誌（1972年創刊）に2006年以降ほぼ毎回寄稿している（新傾向の作家・作品の紹介を含む）。
文芸雑誌の寄稿・編集においては、2011年から2014年までアンドワーヌ・ガリマール、ステファヌ・オードギーと共同で『新フランス評論』（1908年にアンドレ・ジッドを中心に創刊）を主宰し、2012年5月にはフォレストによって日本の特集が組まれた。

### 作家活動

#### 日本文学 - 私小説 / オートフィクション
日本文学も研究対象の一つであり、これはフォレストの作家活動に深く関わっている。とりわけ、小児がんに侵され4歳で亡くなった愛娘に向き合う処女小説『永遠の子ども』（1997年刊行）を書く契機となったのは、大江健三郎、津島佑子らの「私語り」に触れたことであった。2001年に発表した第五作と第六作の評論がそれぞれ『大江健三郎』、『私小説』であり、さらに『取り違えの美しさほか、日本文学論』（2005年）、『俳句』（2008年）などを著し、併せて、写真家荒木経惟の作品を長大な「私小説」として読み解いた『ついにアラキ - 愛するためにのみ生きた男』（2008年、邦題『荒木経惟 - つひのはてに』）を発表している。
十二月賞（デサンブル賞）を受賞したフォレストの私小説『さりながら』は、パリ、京都、東京、神戸を舞台に小林一茶、夏目漱石、写真家山端庸介の生涯をたどる日本文化論でもある。さらに『永遠の子ども』を除くフォレストの作品をすべて翻訳している澤田直が編纂した日本文化論集『夢、ゆきかひて』では、漱石、大江健三郎、津島佑子のほか、中原中也、小林秀雄、写真家畠山直哉についても論じている。
娘を失った悲しみ、喪失、喪は作家フォレストの作品に一貫するテーマであり、これは2017年に邦訳が刊行された『シュレーディンガーの猫を追って』においても同様である。量子力学における矛盾を説明する思考実験「シュレーディンガーの猫」に着想を得たこの作品では、「娘が死ななかった現実もあるのではないか」との想いから、パラレルワールド（並行世界）の可能性を描いている。彼は、「現代では『苦しみを乗り越えよ』『悲しみを忘れねば』と一種のイデオロギーのように言われる。でも、むしろ『悲しみや苦しみとともに在る』ことがわれわれを人間らしくする。悲しみにとらわれるのを恥や病だ、とは考えないでほしい」と語る。こうした観点から、2019年にフォレストはイギリス文学における「悲しみ」をテーマとした小説『私は今も私の悲しみの王』を発表した。
フォレストは日本の私小説に近いフランスのオートフィクションの作家とされるが、彼自身、研究者として私小説と併せてオートフィクションの研究も行っており、パラレルワールドへの関心、アラゴン、アンス、荒木経惟などの伝記を書くこともまた、現実と虚構、あるいは自伝的虚構への関心からである。

#### 来日 - 講演・対談
フォレストは1999年にアンスティチュ・フランセ日本が運営する京都のアーティスト・イン・レジデンス「ヴィラ九条山」に滞在して以来、2、3年の間隔で来日し、各地のアンスティチュ・フランセや大学で講演を行うほか、大江健三郎、津島佑子、古井由吉、池澤夏樹、堀江敏幸、荻野アンナ、辻仁成らと対談をしている。直近では2017年に来日し、邦訳が刊行されたばかりの『シュレーディンガーの猫を追って』やオートフィクションについて関西学院大学、立命館大学、立教大学、駒澤大学などで講演を行った。
また、澤田直、堀江敏幸、塩塚秀一郎らのフランス文学研究者、ならびにフランスの他の日本文学研究者らとともに、日仏翻訳文学賞（小西国際交流財団主催）の選考委員を務めている。
フォレストの小説は日本語のほか、イタリア語、スペイン語、ルーマニア語、トルコ語、中国語、韓国語に翻訳されており、イタリアの文学賞も受賞している（以下参照）。

## 受賞・栄誉

### 文学賞
- 処女小説フェミナ賞（Prix Femina du premier roman、1997年）-『永遠の子ども』に対して[2][41]
- 十二月賞（2004年）-『さりながら』に対して[42]
- グリンツァーネ・カヴール賞（イタリア語版）（2007年）-『一晩中』に対して[43] - イタリアの文学賞、外国文学部門、翻訳 Per tutta la notte、ピエモンテ州クーネオ県のグリンツァーネ・カヴール城で授賞式が行われる[44]。
- フランス飛行クラブ文学大賞（2011年）、ブルターニュ & ペイ・ド・ラ・ロワール・アカデミー（大学区）文学大賞（2011年）- 『雲の世紀』に対して[45]
- フランス語賞（フランス語版） -『増水』に対して [46] - コレーズ県のブリーヴ＝ラ＝ガイヤルド市によって創設された文学賞で、毎年「フランス語の質と美の表現において多大な貢献をした」作品に与えられる[47][47]。
- フランツ・ヘッセル賞（フランス語版）（2016年）-『増水』に対して[46] - ドイツの作家・翻訳家フランツ・ヘッセル（ドイツ語版）に因むフランスの文学賞で、毎年ドイツ語とフランス語の文学作品それぞれ1冊に対して与えられる[48]。
- ゴンクール伝記賞（2016年）-『アラゴン』に対して

### 栄誉
- 芸術文化勲章オフィシエ（2011年）[49]

### その他
- 作家・文学会館（Mel）理事会員[50]
- 日仏翻訳文学賞（小西国際交流財団主催）選考委員

## 著書

### 小説
- L'enfant éternel, Gallimard, 1997 ; Folio, 1998
  - 『永遠の子ども』堀内ゆかり訳、集英社、2005年
- Toute la nuit, Gallimard, 1999 ; Folio, 2013（一晩中）
- Sarinagara, Gallimard, 2004 ; Folio, 2006
  - 『さりながら』澤田直訳、白水社、2008年
- Le nouvel amour, Gallimard, 2007 ; Folio, 2009（新しい愛）
- Le siècle des nuages, Gallimard, 2010（雲の世紀）
- Le Chat de Schrödinger, Gallimard, 2013
  - 『シュレーディンガーの猫を追って』澤田直・小黒昌文共訳、河出書房新社、2017年
- Crue, Gallimard, 2016（増水）
- L'oubli, Gallimard, 2018（忘却）
- Je reste roi de mes chagrins, Gallimard, 2019（私は今も私の悲しみの王）

### 随筆、評論、評伝
- Philippe Sollers, Seuil, 1992（フィリップ・ソレルス）
- Camus, Marabout, 1992（カミュ）
- Le Mouvement surréaliste, Vuibert, 1994（シュルレアリスム運動）
- Textes et labyrinthes: James Joyce, Franz Kafka, Edwin Muir, Jorge Luis Borges, Michel Butor, Alain Robbe-Grillet, Éditions interuniversitaires, 1995（テクストと迷宮 - ジェイムズ・ジョイス、フランツ・カフカ、エドウィン・ミュア、ホルヘ・ルイス・ボルヘス、ミシェル・ビュトール、アラン・ロブ＝グリエ）
- Histoire de « Tel Quel », Seuil, 1995（『テル・ケル』の歴史）
- Oé Kenzaburô. Légendes d’un romancier japonais, Pleins Feux, 2001（大江健三郎 - ある日本の小説家の伝説）
- Le Roman, le je, Pleins Feux, 2001（私小説）
- Près des acacias. L'autisme, une énigme , Actes Sud/ 3CA, 2002（アカシアの近くで - 自閉症、ひとつの謎）- オリヴィエ・ムナントー（Olivier Menanteau）共著
- Raymond Hains, uns romans, Gallimard, 2004（レイモン・アンス - 1つの、そして複数の小説）
- La Beauté du contresens et autres essais sur la littérature japonaise (Allaphbed 1), Cécile Defaut, 2005（取り違えの美しさほか、日本文学論）
- De Tel Quel à L'Infini, nouveaux essais (Allaphbed 2), Cécile Defaut, 2006（テル・ケルからランフィニへ）
- Le Roman, le réel et autres essais (Allaphbed 3), Cécile Defaut, 2007（小説 - 現実ほかの随筆）
- Tous les enfants sauf un, Gallimard, 2007（一人を除いて子どもはすべて大人になる）[注 3]
- Haikus, etc. suivi de 43 secondes (Allaphbed 4), Cécile Defaut, 2008（俳句、43秒）
- Araki enfin. L'homme qui ne vécut que pour aimer, Gallimard, 2008（ついにアラキ - 愛するためにのみ生きた男）
  - 『荒木経惟 - つひのはてに』澤田直・小黒昌文共訳、白水社、2009年
- Le Roman infanticide. Essais sur la littérature et le deuil (Allaphbed 5), Cécile Defaut, 2010（子殺し小説 - 文学と喪に関する考察）
- Beaucoup de jours, d'après Ulysse de James Joyce, Cécile Defaut, 2011（多くの歳月 - ジェイムズ・ジョイスの『ユリシーズ』に倣って）
- Si « Je est un autre », qui est « Nous » ?. Editions M-Editer - Collection : Livre'L, 2011（「私とは一個の他者である」としたら「我々」とは誰か）[注 4]
- Vertige d'Aragon (Allaphbed 6), Cécile Defaut, 2012（アラゴンの眩暈）
- Retour à Tokyo (Allaphbed 7), Cécile Defaut, 2014（東京への帰還）
- JOYCE était-il fou ?. Editions M-Editer - Collection : Livre'L, 2014（ジョイスは狂人か）
- Aragon, Gallimard, 2015（アラゴン）
- Une fatalité de bonheur, Grasset, 2016（幸福の宿命）

独自の編集による邦訳
- 『夢、ゆきかひて』澤田直・小黒昌文共訳、白水社、2013年（日本文化・文学論集）